# Hephaestion pallidicornis
Hephaestion pallidicornis là một loài bọ cánh cứng trong họ Cerambycidae.